# H.P. Sørensen
Hans Peter Sørensen (18. december 1886 i Silkeborg – 29. maj 1962 i København) var en dansk socialdemokratisk politiker og redaktør. Han var overborgmester i Københavns Kommune 1946-1956.
H.P. Sørensen var søn af arbejdsmand N. Friis Sørensen (død 1939). Som arbejdsmand indtil 1917 deltog han i fagforeningers og politiske foreningers ledelse. Han blev redaktionssekretær 1913 og redaktør 1915-17 af Socialdemokratisk Ungdomsforbunds blad Fremad, var formand for diskussionsklubben Karl Marx 1912-15 og sekretær i Arbejdernes Fællesorganisation 1917-18. Han var redaktør af Klokken 5 1918-24, rigsdagsmedarbejder ved Social-Demokraten 1924, redaktør fra 1928 og ansvarshavende redaktør året efter. Han måtte træde tilbage efter tysk krav i 1941 under Besættelsen.
Sørensen var tilsynsførende med kommunens aldersrenteboliger 1941, blev borgmester for magistratens 5. afdeling (trafikborgmester) i 1943 og blev overborgmester i 1946. I 1956 trådte han tilbage.
Han var gift (1920) med Karen S., f. 17. juni 1895, datter af arbejdsmand J.C. Feldsted (død 1927).